# 柏度·利安
柏度·利安·山齊士·基爾（西班牙語：Pedro León Sánchez Gil，1986年11月24日—）或簡稱柏度·利安（Pedro León）是一名西班牙足球運動員，現效力於西班牙皇家足總甲組聯賽（西班牙第三班別聯賽）球會穆爾西亞。柏度·利安出身自地區球隊穆爾西亞，位置是右中場或右翼，由於頻頻把球長傳入禁區而被稱為「傳中狂人」。他藉著2009/10賽季的出色發揮，在季後隨即被皇家马德里羅致旗下。國家隊方面，雖然曾經有U-21青年隊的上陣紀錄，但未有入選過西班牙國家隊。

## 球會生涯

### 穆爾西亞
柏度·利安生於西班牙東南部穆尔西亚自治區的鄉村穆拉，小時候曾經到兩支小球會（Muleño C.F.和 Nueva Vanguardia）接受青訓。2004年，17年的柏度·利安天賦出眾，自然而然地獲得當地最大球會穆爾西亞的注意和邀請。剛開始時他只屬於球會的二隊，2005年1月15日第一次在乙級聯賽正選上陣卻出師不利，球隊錄得1-5的慘敗。但他沒有因此而受影響，在之後那場比賽後備一落場就射門得手，協助球隊3-1擊倒同城打吡對手穆尔西亚城。
在接下來的兩個賽季，年紀輕輕的柏度·利安迅速地成為穆爾西亞一隊的必然主力。特別是2006/07那季，剛滿20歲的他全季在西乙取得7個入球（數次自由球破網），帶領梅西亞得以事隔三年後重返西班牙甲組聯賽。

### 萊萬特
2007年1月，盛傳兩大勁旅切尔西和皇家马德里都對柏度·利安充滿興趣，甚至言之鑿鑿後者會以340萬歐羅的金額收購他。柏度·利安對謠言並未理會，更在季後即2007年夏天拒絕球會開出的續約要求，反而選擇低調地加入另一支西甲弱旅萊萬特，轉會費為250萬歐羅。這個毅然的決擇並不算得上成功，除了24次出場裡只有11次是正選之外，球隊還因為會方欠薪而士氣低落，在發生一些罷訓事件之後，萊萬特最終在聯賽榜包尾要降回西乙。另外，據說當季柏度·利安也與隊中其他的球員發生衝突，隊友間關係並不和諧。

### 巴利亞多利德
有見萊萬特即將降班，巴利亞多利德於2008年9月1日趕在歐洲轉會窗口關閉之前達成一筆非常划算的閃電交易：以30萬歐羅價格購入柏度·利安。柏度·利安這次準確把握住翻身機會，不但自己進步神速，而且很好地融入球隊之中並成為領隊於中場線的不二之選。11月15日主場一球力挫皇家马德里的比賽裡，奠勝的那個入球就是由他的右腳傳出的。一週之後，他又射入在新球會的首個入球，率領球隊作客3-0大勝比利亞雷阿爾。全季柏度·利安表現可人，交出4個入球和12次助攻，更首度躋身西甲助攻榜第四名。

### 赫塔费
經過一個幾乎聯賽全勤的成功球季，柏度·利安又再成為轉會市場上的搶手貨，當中以首都球會赫塔费最具誠意。而巴利亞多利德方面亦有意配合促成交易，在多場季前熱身賽上安排他缺席，以免交易因為臨時意外受傷而告吹。於是2009年8月赫塔费順利與利安簽下一份為期5年的合約，巴利亞多利德則收到非常可觀的400萬歐羅，足足是一年前的13倍有多。
面對自己的價值不菲，柏度·利安在2009-2010賽季用自己的表現報答會方的信任。他全季西甲聯賽上陣多達35場，共有8個入球進帳（在西班牙盃也入1球），同時貢獻出9個助攻，使這支馬德里第三勢力的成績大幅躍升，最終在聯賽榜高據第六位，並成功取得球會史上第2次出戰歐洲賽的資格。期間在2010年3月25日的賽程裡赫塔费雖主場2-4不敵皇家马德里，但柏度·利安先交出助攻予隊友柏利祖，之後又把握對方球員的失誤輕鬆射破卡斯拿斯把守的大門，因而再使皇馬的一干管理層印象深刻。數據方面亦肯定了柏度·利安在球場上的作用，他整季的成功傳中次數多達326次，大幅拋離捷西斯·拿華斯等人，如此高效的傳送，加上盤球和自由球處理不俗，使他西甲「傳中王」的聲名更響。

### 皇家马德里
2010年7月15日皇家马德里在官方網頁宣佈羅致柏度·利安，其轉會身價高達1,000萬歐羅。翌日，柏度·利安在通過體能檢測之後正式落實加盟，並出席新聞發佈會。

## 國家隊生涯
早於2007年2月，仍然在踢西乙的柏度·利安已經第一次獲得國家徵召，成為西班牙U21的一員，在對英格蘭U21的友賽和之後一場比賽上陣。可是久違兩年之後，直到2009年6月他才再一次進入西班牙U21領隊的視野，被選入參加在瑞典舉行的U-21歐洲錦標賽23人大軍，並在第三場分組賽對芬蘭時正選上陣兼射入至今唯一一個國家隊入球。

## 人物
- 柏度·利安的母親是厄瓜多爾人，因此如果一直得不到西班牙國家隊的青睞，他也完全具備資格改為厄瓜多爾出戰國家隊層面的賽事。

- 柏度·利安出生自一個體育世家，兄長路爾斯·利安（英语：Luis León Sánchez）是一個成功的公路單車選手，不下一次成為西班牙國內冠軍，還曾經兩奪環法單車賽的分段錦標[11]。而另一名兄弟安東尼奧（Antonio）同樣以足球維生，與柏度·利安不同之處是他踢的是室內小型足球。

- 「利安」（León）本身並不是他的名字之一，當時他的名字只是柏度（Pedro）。不過在2006年，他同樣名叫利安的祖父和長兄先後不幸離世（後者在乘摩托車時遇上交通意外），於是餘下的三兄弟便在自己既有的名字後面加上「利安」這個第二名字，作為對兩位逝者的思念和致敬。基於同一理由，柏度·利安在場上入球後的慣常慶祝動作是把手高舉，並遙遙指向天空[11]。

## 外部連結
- BDFutbol profile （页面存档备份，存于）
- Futbolme profile （页面存档备份，存于） （西班牙文）
- Guardian profile
- Irishtimes stats and profile